# Argyrótopos
Argyrótopos är en ort i Grekland.   Den ligger i prefekturen Thesprotia och regionen Epirus, i den västra delen av landet, 300 km nordväst om huvudstaden Aten. Argyrótopos ligger 105 meter över havet och antalet invånare är 331.
Terrängen runt Argyrótopos är huvudsakligen kuperad. Argyrótopos ligger nere i en dal. Runt Argyrótopos är det ganska tätbefolkat, med 134 invånare per kvadratkilometer. Närmaste större samhälle är Igoumenitsa, 10,5 km norr om Argyrótopos. 